# Подушка для солнышка
«Поду́шка для со́лнышка» — советский мультипликационный фильм, созданный на студии «Саратовтелефильм» в 1984 году для малышей.

## Сюжет
Юная лисичка Алиса решила узнать, где спит солнышко. Поэтому она сшила ему подушку и пошла искать его домик. Пришла Алиса к одному домику, но там жил медвежонок, а вовсе не солнышко. Затем Алиса и медвежонок пошли искать дом солнышка вместе. Встретили зайку — он сказал, что его мама ласково зовёт «солнышком» и тоже присоединился к ним. Шли, шли — встретили сову. Спросили её, где живёт солнышко. Сова показала, где встаёт солнце. Алиса очень обрадовалась. Друзья побежали туда, куда указала сова. Бегут, видят — домик. Подходят, а там на крылечке сидит бабушка Лиса. Оказывается, они пришли к домику, где жила сама лисичка Алиса. Друзья огорчились. А бабушка Лиса сказала Алисе, мол, подари подушечку зайчику (который в этот момент усиленно зевал), ведь мама его называет «солнышком». А настоящее Солнце никогда не спит: когда у нас ночь, оно согревает другую сторону Земли. Зайчику подушку и подарили.